# 博布里克 (布羅瓦里區)
50°39′4″N 31°4′59″E / 50.65111°N 31.08306°E
博布里克（烏克蘭語：Бобрик）是位於烏克蘭北部的村莊，由基辅州布羅瓦里區的大季梅爾卡市鎮負責管轄。該村始建於1625年，面積5.28平方公里，海拔高度107米，2001年人口2,016，人口密度每平方公里381.8人。